# VolAlto Caserta 2017-2018
Questa voce raccoglie le informazioni riguardanti la VolAlto Caserta nelle competizioni ufficiali della stagione 2017-2018.

## Stagione
Nella stagione 2017-18 la VolAlto Caserta assume la denominazione sponsorizzata di Golden Tulip Volalto Caserta.
Partecipa per la quarta volta alla Serie A2; chiude la regular season di campionato al diciassettesimo posto in classifica, retrocedendo in Serie B1.

## Organigramma societario
Area direttiva
- Presidente: Nicola Turco

Area tecnica
- Allenatore: Dragan Nešić (fino al 28 novembre 2017), Arcangelo Madonna (dal 28 novembre 2017 all'8 gennaio 2018), Massimo Monfreda (dal 10 gennaio al 26 febbraio 2018), Arcangelo Madonna (dal 27 febbraio 2018)
- Allenatore in seconda: Roberto Baldi (fino al 28 novembre 2017), Salvatore Campolattano (dal 28 novembre 2017 all'8 gennaio 2018), Paolo Della Volpe (dal 10 gennaio al 26 febbraio 2018), Salvatore Campolattano (dal 27 febbraio 2018)

## Rosa
| N° | Nome              | Ruolo | Data di nascita   | Nazionalità sportiva |
| -- | ----------------- | ----- | ----------------- | -------------------- |
| 2  | Martina Marangon  | L     | 29 agosto 1998    | Italia               |
| 4  | Sonia Galazzo     | P     | 11 marzo 1997     | Italia               |
| 5  | Karyna Denysova   | S     | 28 dicembre 1997  | Ucraina              |
| 7  | Giorgia Silotto   | S     | 4 aprile 1997     | Italia               |
| 8  | Miriana Manig     | P     | 18 luglio 1998    | Italia               |
| 9  | Lea Cvetnić       | S     | 2 febbraio 1999   | Croazia              |
| 10 | Federica Barone   | L     | 30 settembre 1990 | Italia               |
| 11 | Alessia Sgherza   | S     | 25 gennaio 1997   | Italia               |
| 12 | Noura Mabilo      | C     | 22 agosto 1996    | Italia               |
| 13 | Sara Tajè         | C     | 3 dicembre 1998   | Italia               |
| 17 | Claudia Torchia   | C     | 22 agosto 1995    | Italia               |
| 18 | Francesca Moretti | S     | 5 febbraio 1985   | Italia               |

## Mercato
| Acquisti | Acquisti          | Acquisti         | Acquisti   |
| R.       | Nome              | da               | Modalità   |
| -------- | ----------------- | ---------------- | ---------- |
| S        | Lea Cvetnić       | Marina Kaštela   | definitivo |
| S        | Karyna Denysova   | Severodončanka   | definitivo |
| P        | Sonia Galazzo     | Filottrano       | definitivo |
| C        | Noura Mabilo      | Hermaea          | definitivo |
| P        | Miriana Manig     | Pav Udine        | definitivo |
| L        | Martina Marangon  | Filottrano       | definitivo |
| S        | Francesca Moretti | Golem            | definitivo |
| S        | Giorgia Silotto   | Lurano           | definitivo |
| S        | Alessia Sgherza   | Adolfo Consolini | definitivo |
| C        | Sara Tajè         | La Sportiva      | definitivo |
| C        | Claudia Torchia   | Aduna Padova     | definitivo |

| Cessioni | Cessioni            | Cessioni              | Cessioni   |
| R.       | Nome                | a                     | Modalità   |
| -------- | ------------------- | --------------------- | ---------- |
| P        | Beatrice Agrifoglio | Filottrano            | definitivo |
| S        | Giovanna Aquino     | Nemesi                | definitivo |
| S        | Giusy Astarita      | Arzano                | definitivo |
| P        | Giorgia Avenia      | Due Principati        | definitivo |
| S        | Giulia Bartesaghi   | SAB                   | definitivo |
| C        | Giada Boriassi      | ?                     | definitivo |
| L        | Giada Cecchetto     | SAB                   | definitivo |
| O        | Naya Crittenden     | -                     | ritirata   |
| C        | Giulia Mio Bertolo  | Zambelli Orvieto      | definitivo |
| S        | Giulia Pascucci     | Wealth Planet Perugia | definitivo |
| C        | Marilyn Strobbe     | Due Principati        | definitivo |

## Risultati

### Serie A2

#### Girone di andata
| 2ª giornata - 15 ottobre 2017 Geopalace, Olbia                  | Hermaea             | 3 - 1 | VolAlto Caserta       | 26-28, 25-15, 25-17, 25-20        |
| 3ª giornata - 18 ottobre 2017 PalaPapini, Orvieto               | Zambelli Orvieto    | 2 - 3 | VolAlto Caserta       | 25-16, 25-19, 22-25, 22-25, 12-15 |
| 4ª giornata - 22 ottobre 2017 Palazzetto dello Sport, Caserta   | VolAlto Caserta     | 0 - 3 | Olimpia Teodora       | 17-25, 19-25, 22-25               |
| 5ª giornata - 28 ottobre 2017 Centro Pavesi, Milano             | Club Italia         | 3 - 0 | VolAlto Caserta       | 25-23, 25-14, 25-13               |
| 6ª giornata - 1º novembre 2017 Palazzetto dello Sport, Caserta  | VolAlto Caserta     | 3 - 2 | Mondovì               | 18-25, 25-17, 16-25, 29-27, 15-11 |
| 7ª giornata - 5 novembre 2017 PalaCollodi, Montecchio Maggiore  | Montecchio Maggiore | 3 - 0 | VolAlto Caserta       | 25-22, 26-24, 25-19               |
| 8ª giornata - 12 novembre 2017 Palazzetto dello Sport, Caserta  | VolAlto Caserta     | 0 - 3 | Trentino Rosa         | 18-25, 17-25, 20-25               |
| 9ª giornata - 19 novembre 2017 Palazzetto dello Sport, Caserta  | VolAlto Caserta     | 1 - 3 | CUS Torino            | 28-26, 22-25, 27-29, 19-25        |
| 10ª giornata - 26 novembre 2017 PalaBellina, Marsala            | Marsala             | 3 - 0 | VolAlto Caserta       | 25-21, 25-17, 25-19               |
| 11ª giornata - 29 novembre 2017 Palazzetto dello Sport, Caserta | VolAlto Caserta     | 0 - 3 | Cuneo Granda          | 20-25, 17-25, 21-25               |
| 12ª giornata - 3 dicembre 2017 PalaMaddalene, Chieri            | Chieri '76          | 3 - 1 | VolAlto Caserta       | 25-22, 25-14, 23-25, 25-21        |
| 13ª giornata - 10 dicembre 2017 Palazzetto dello Sport, Caserta | VolAlto Caserta     | 0 - 3 | Soverato              | 24-26, 25-27, 20-25               |
| 14ª giornata - 13 dicembre 2017 PalaGeorge, Montichiari         | Millenium Brescia   | 3 - 0 | VolAlto Caserta       | 25-17, 25-21, 25-18               |
| 15ª giornata - 17 dicembre 2017 Palazzetto dello Sport, Caserta | VolAlto Caserta     | 2 - 3 | Wealth Planet Perugia | 25-18, 13-25, 14-25, 25-19, 3-15  |
| 16ª giornata - 26 dicembre 2017 PalaCapriglia, Pellezzano       | Due Principati      | 3 - 2 | VolAlto Caserta       | 25-27, 25-27, 25-18, 25-14, 15-13 |
| 17ª giornata - 30 dicembre 2017 Palazzetto dello Sport, Caserta | VolAlto Caserta     | 0 - 3 | Adolfo Consolini      | 18-25, 19-25, 14-25               |

#### Girone di ritorno
| 19ª giornata - 14 gennaio 2018 Palazzetto dello Sport, Caserta                 | VolAlto Caserta       | 1 - 3 | Hermaea             | 11-25, 25-15, 10-25, 23-25       |
| 20ª giornata - 17 gennaio 2018 Palazzetto dello Sport, Caserta                 | VolAlto Caserta       | 0 - 3 | Zambelli Orvieto    | 13-25, 7-25, 17-25               |
| 21ª giornata - 21 gennaio 2018 PalaCosta, Ravenna                              | Olimpia Teodora       | 3 - 0 | VolAlto Caserta     | 25-17, 25-13, 25-22              |
| 22ª giornata - 28 gennaio 2018 Palazzetto dello Sport, Caserta                 | VolAlto Caserta       | 1 - 3 | Club Italia         | 17-25, 25-22, 22-25, 20-25       |
| 23ª giornata - 3 febbraio 2018 PalaManera, Mondovì                             | Mondovì               | 3 - 1 | VolAlto Caserta     | 25-12, 25-21, 20-25, 25-11       |
| 24ª giornata - 11 febbraio 2018 Palazzetto dello Sport, Caserta                | VolAlto Caserta       | 3 - 2 | Montecchio Maggiore | 22-25, 27-25, 25-21, 14-25, 15-7 |
| 25ª giornata - 21 febbraio 2018 PalaSanbapolis, Trento                         | Trentino Rosa         | 3 - 0 | VolAlto Caserta     | 25-21, 25-23, 25-22              |
| 26ª giornata - 24 febbraio 2018 Palazzetto dello Sport, Alpignano              | CUS Torino            | 3 - 0 | VolAlto Caserta     | 25-19, 25-16, 25-21              |
| 27ª giornata - 4 marzo 2018 Palazzetto dello Sport, Caserta                    | VolAlto Caserta       | 0 - 3 | Marsala             | 17-25, 21-25, 11-25              |
| 28ª giornata - 7 marzo 2018 PalaCastagnaretta, Cuneo                           | Cuneo Granda          | 3 - 0 | VolAlto Caserta     | 25-19, 25-16, 25-15              |
| 29ª giornata - 11 marzo 2018 Palazzetto dello Sport, Caserta                   | VolAlto Caserta       | 0 - 3 | Chieri '76          | 20-25, 16-25, 18-25              |
| 30ª giornata - 18 marzo 2018 PalaScoppa, Soverato                              | Soverato              | 3 - 0 | VolAlto Caserta     | 25-13, 25-14, 25-17              |
| 31ª giornata - 21 marzo 2018 Palazzetto dello Sport, Caserta                   | VolAlto Caserta       | 0 - 3 | Millenium Brescia   | 13-25, 19-25, 20-25              |
| 32ª giornata - 24 marzo 2018 PalaEvangelisti, Perugia                          | Wealth Planet Perugia | 3 - 0 | VolAlto Caserta     | 25-19, 25-19, 25-23              |
| 33ª giornata - 4 aprile 2018 Palazzetto dello Sport, Caserta                   | VolAlto Caserta       | 0 - 3 | Due Principati      | 9-25, 17-25, 15-25               |
| 34ª giornata - 8 aprile 2018 Palazzetto dello Sport, San Giovanni in Marignano | Adolfo Consolini      | 3 - 0 | VolAlto Caserta     | 25-10, 25-17, 25-13              |

## Statistiche

### Statistiche di squadra
| Competizione | Punti | In casa | In casa | In casa | In trasferta | In trasferta | In trasferta | Totale | Totale | Totale |
| Competizione | Punti | G       | V       | P       | G            | V            | P            | G      | V      | P      |
| ------------ | ----- | ------- | ------- | ------- | ------------ | ------------ | ------------ | ------ | ------ | ------ |
| Serie A2     | 8     | 16      | 2       | 14      | 16           | 1            | 15           | 32     | 3      | 29     |
| Totale       | -     | 16      | 2       | 14      | 16           | 1            | 15           | 32     | 3      | 29     |

G = partite giocate; V = partite vinte; P = partite perse

### Statistiche dei giocatori
| Giocatore   | Serie A2 | Serie A2 | Serie A2 | Serie A2 | Serie A2 | Totale | Totale | Totale | Totale | Totale |
| Giocatore   | P        | PT       | AV       | MV       | BV       | P      | PT     | AV     | MV     | BV     |
| ----------- | -------- | -------- | -------- | -------- | -------- | ------ | ------ | ------ | ------ | ------ |
| F. Barone   | 32       | 0        | 0        | 0        | 0        | 32     | 0      | 0      | 0      | 0      |
| L. Cvetnić  | 29       | 358      | 312      | 22       | 24       | 29     | 358    | 312    | 22     | 24     |
| K. Denysova | 31       | 430      | 378      | 29       | 23       | 31     | 430    | 378    | 29     | 23     |
| S. Galazzo  | 9        | 25       | 16       | 3        | 6        | 9      | 25     | 16     | 3      | 6      |
| N. Mabilo   | 32       | 221      | 116      | 85       | 20       | 32     | 221    | 116    | 85     | 20     |
| M. Manig    | 29       | 69       | 30       | 23       | 16       | 29     | 69     | 30     | 23     | 16     |
| M. Marangon | 25       | 9        | 3        | 1        | 5        | 25     | 9      | 3      | 1      | 5      |
| F. Moretti  | 9        | 88       | 75       | 10       | 3        | 9      | 88     | 75     | 10     | 3      |
| A. Sgherza  | 0        | 0        | 0        | 0        | 0        | 0      | 0      | 0      | 0      | 0      |
| G. Silotto  | 31       | 114      | 96       | 7        | 11       | 31     | 114    | 96     | 7      | 11     |
| S. Tajè     | 31       | 133      | 67       | 55       | 11       | 31     | 133    | 67     | 55     | 11     |
| C. Torchia  | 8        | 21       | 8        | 13       | 0        | 8      | 21     | 8      | 13     | 0      |

P = presenze; PT = punti totali; AV = attacchi vincenti; MV = muri vincenti; BV = battute vincenti